# Pausaniás
Pausaniás (řecky: Παυσανίας) byl řecký cestovatel a zeměpisec 2. století, který žil za vlády císařů Hadriana, Antonina Pia a Marka Aurelia. Jeho dílo Cesta po Řecku (řecky Ἑλλάδος περιήγησις), popisuje starověké Řecko a je důležitým pomocníkem dnešních badatelů při zkoumání jeho historie a kultury.

## Biografie
Pausaniás pravděpodobně pocházel z Lýdie; je patrné, že velmi dobře znal západní pobřeží Malé Asie. Předtím, než navštívil Řecko, jeho cesty jej zavedly do Antiochie a Palestiny, na břehy řeky Jordán a do Egypta, kde poznal pyramidy. V Makedonii navštívil tradiční Orfeovu hrobku. Poté odcestoval do Itálie, kde navštívil několik kampánských měst a samozřejmě i Řím. Jako první se ve svém díle zmínil o tom, že viděl ruiny Tróje nebo Mykén.

## Dílo
Zachovala se Pausaniova Cesta po Řecku (Ἑλλάδος Περιήγησις Helládos Periēgēsis, německy Beschreibung Griechenlands) v deseti knihách. Existují však důkazy i o dalších knihách. První kniha byla napsána kolem roku 160, desátá kniha asi roku 175. Jestli však vznikla i závěrečná úprava všech deseti knih a zda byla desátá nejmladší, je kontroverzní.
- V knize I se Pausaniás zabývá Athénami, Attikou a oblastí Megary.
- Kniha II je věnována území Korintu a Argolidy a ostrova Aigina.
- Kniha III popisuje Laconii.
- Kniha IV popisuje Messenii.
- Knihy V a VI jsou věnovány Élidě a podrobnému popisu Olympie.
- Kniha VII popisuje Achaiu.
- Kniha VIII pojednává o Arkádii.
- Kniha IX se věnuje Bejótii.
- Kniha X se zabývá Phokidou, ale zahrnuje i Delfy a částečně také Lokris.

Dílo začíná popisem poloostrova Peloponés a části severního Řecka. Autor často popisuje ceremoniální a jiné místní zvyky. Dále vypráví o historii, legendách a folklóru míst, která navštívil. Přitom se hodně zaměřuje na popisy náboženského umění a architektury. V topografické části knihy popisuje přírodní jevy jako je zemětřesení, příliv a odliv či zaledněná severní moře. Přestože nikdy nezpochybňuje existenci bohů a legendárních hrdinů, občas kritizuje mýty a legendy, které se k nim vztahují. Jeho popisy uměleckých děl a staveb jsou velmi přesné a díky nim mnohdy bývají prováděny i jejich rekonstrukce.
Pausaniás měl před očima hlavně vzdělané římské čtenáře. Nicméně, ve starověku zpočátku nedosáhl velkého publika. Teprve na konci pozdního starověku, v rané justiniánské době, tedy kolem roku 530, ho citoval Stephanos z Byzanthu, který se zajímal o řecká města popsaná Pausaniem. Nejstarší dochovaný rukopis díla pochází z 15. století.
Pausaniovo zobrazení vychází z jeho vlastních pozorování a zkušeností, ale také ze studií mnoha starších antických autorů. Často si všímá místních tradic nebo cituje místní historiky, kteří by jinak byli ztraceni. Svými spisy významně přispěl k našemu obrazu antického Řecka.

## Texty a překlady
- Beschreibung von Griechland. 2 svazky. Přeložil Carl Gottfried Siebelis. Vydal Metzler, Stuttgart 1929/1931.
- Pausaniae Graeciae descriptio. 3 svazky. Hrsg. v. Maria Helena da Rocha-Pereira. Teubner, Lipsko 1973–1981 (textkritische Ausgabe).
- Reisen in Griechenland. Gesamtausgabe (= Die Bibliothek der Alten Welt. Griechische Reihe, česky: řecká řada v Knihovně starého světa). 3 svazky. Podle komentovaného překladu od historika Ernsta Meyera vytvořil klasický archeolog Felix Eckstein. 3. kompletní vydání. Artemis & Winkler, Zürich/Mnichov 1986–1989 (kompletní německý překlad).
- Beschreibung Griechenlands. Ein Reise- und Kulturführer aus der Antike. Přeložil Jacques Laager. Manesse-Verlag, 1998.
- James George Frazer: Description of Greece (překlad a komentář) (1897–) 6 svazků
- The Loeb Pausanias: Description of Greece. S anglickým překladem od W. H. S. Jonesa. V pěti svazcích.
- Pausanias: Beschreibung von Griechenland. Z řečtiny přeložil Johann Heinrich Christian Schubart. 6 sešitů ve 2 svazcích. Stuttgart: nakladatelství a knihkupectví Hoffmann. (Od 2. sešitu: Krais & Hoffmann), 1857–1863
- Cesta po Řecku I, přeložila Helena Businská, Praha: Svoboda, 1973; Cesta po Řecku II, přeložila Helena Businská, Praha: Svoboda, 1974.